# Gaetano Bellei
Pour les articles homonymes, voir Bellei.
Gaetano Bellei, né en 1857 à Modène et mort en 1922 dans la même ville, est un peintre italien, surtout connu pour ses scènes de genre, ses portraits et ses œuvres sur des sujets religieux.

## Biographie
Gaetano Bellei naît le 22 janvier 1857 à Modène, de Lorenzo et de Vienna Molinari, tous deux originaires de Modène. Après avoir terminé sa formation artistique à l'Académie des beaux-arts de Modène, sous la direction d'Adeodato Malatesta, il s'installe à Rome, où il étudie à l'Accademia di San Luca, puis aux académies française et espagnole.
Il expose à la Royal Academy de Londres en 1882.
En 1883, Gaetano Bellei se rend à Florence pour un an, où, grâce à la bourse reçue, il complète ses études. Là, grâce à sa capacité à travailler dans différents genres, il se lie d'amitié avec des collectionneurs, des marchands et des mécènes d'origine anglaise, qui lui commandent divers types d'œuvres. C'est à cette époque que Gaetano Bellei rencontre Gaetano Chierici. Il meurt à Modène en 1922,.

### Premières années

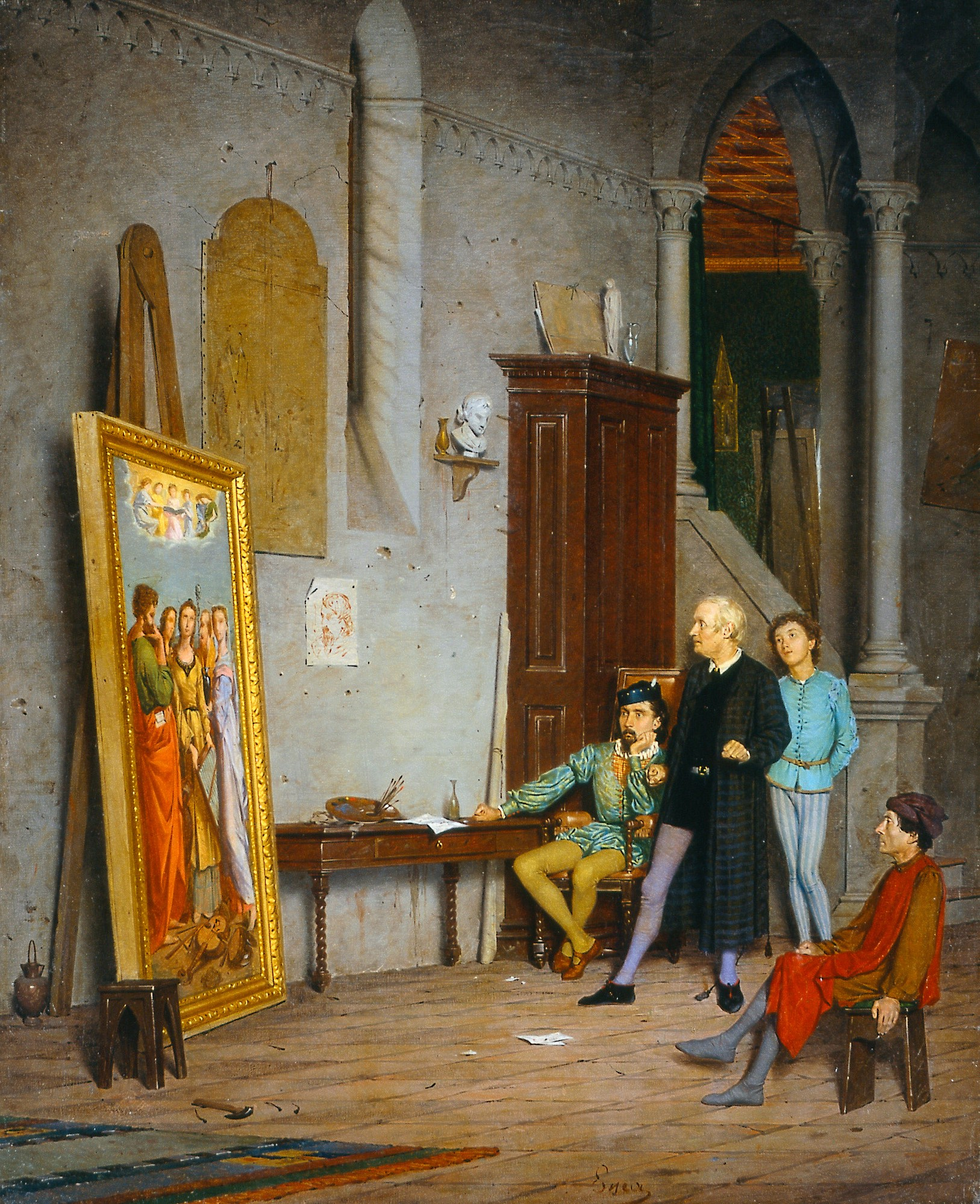
Francesco Francia, admirant pour la première fois "Sainte Cécile" de Raphaël. 1876

À un stade précoce de son travail, Gaetano Bellei compose des scènes de genre, dont les détails et les caractéristiques sont ensuite souvent reproduits, avec diverses variations, dans de nouvelles œuvres, car elles sont appréciées par les collectionneurs et les mécènes. La nature narrative et les thèmes frivoles de ses tableaux sont combinés à une excellente technique et s'inscrivent souvent dans les tendances européennes dominantes. Gaetano Bellei s'adonne également au portrait et à la peinture sacrée. Depuis 1893, il enseigne à l'Académie de Modène, mais continue à participer à des expositions comme celle de Turin en 1898, de Milan en 1906 et de Rome en 1911. En 1876, alors qu'il est encore étudiant, il remporte le concours du prix Poletti avec le tableau Francesco Francia admirant pour la première fois la Sainte Cécile de Raphaël, battant Achille Boschi. Grâce à ce tableau éminemment scénographique, Bellay devient Fellow. Par la suite, ses peintures s'éloignent de l'académisme, suscitant la controverse par leur caractère réaliste. Ainsi, "Resfa" - une œuvre aux couleurs brutes et sombres, inspirée du symbolisme allemand - attire d'abord la critique, mais est ensuite largement reconnue comme "la meilleure peinture d'art moderne de Modène".
Domenico Morelli affirme que Bellei "semble détenir à la fois l'imaginaire et le réel".

## Art et thèmes

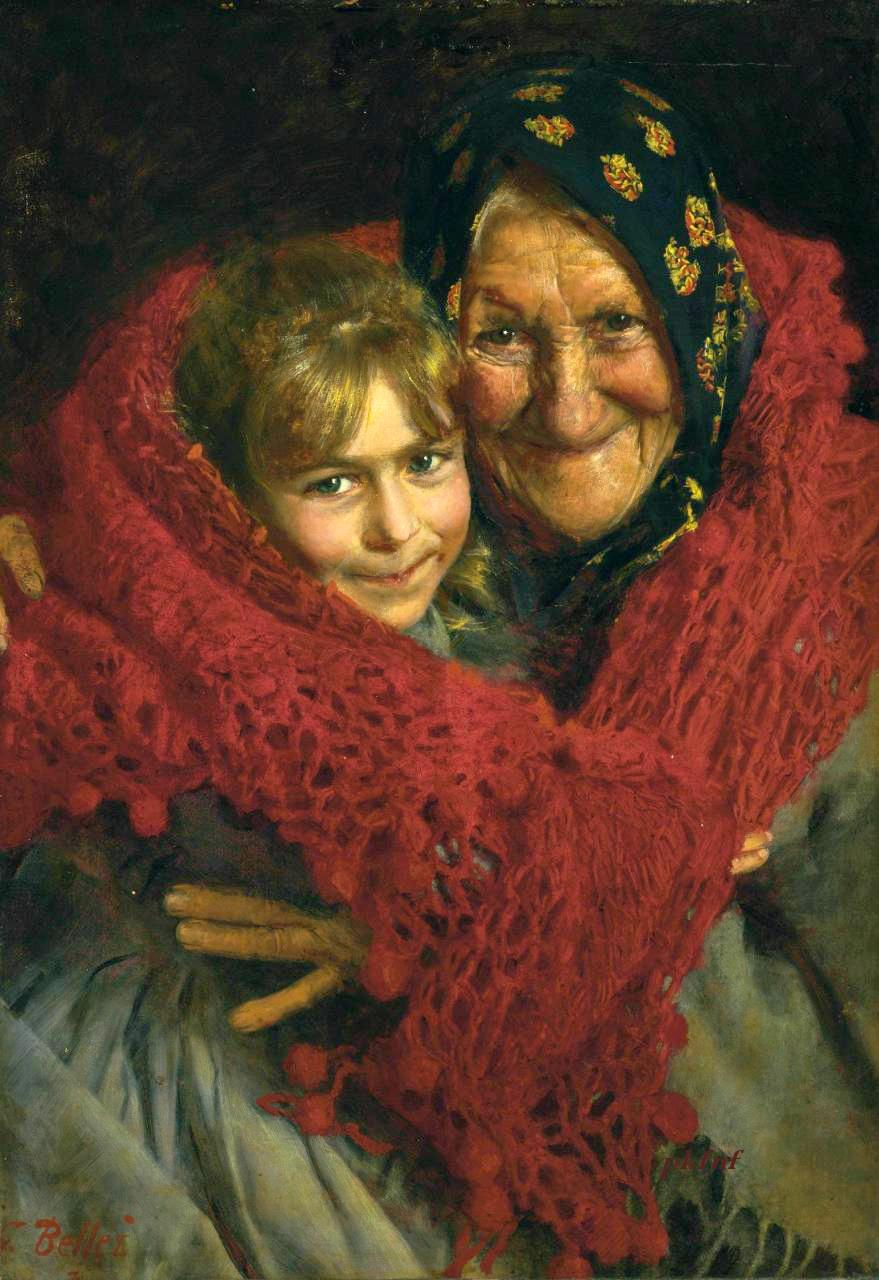
Gaetano Bellei. Grand-mère et petite-fille

### Peinture de genre
Les thèmes préférés de Gaetano Bellei sont les personnes âgées et les enfants. Il compose des scènes de la vie rurale humble et quotidienne, dans lesquelles on trouve, par exemple, un grand-père et un petit-fils qui s'embrassent, ainsi que des joueurs de cartes, des moines, des ouvriers et parfois des animaux. Beaucoup d'entre eux sont reproduits et répétés dans différentes variantes, car ils sont appréciés par le public acheteur. Gaetano Bellei se manifeste comme un maître dans la représentation des affections, des réactions et des sensations humaines. Lors d'une exposition à Gênes en 1885, il présente pour la première fois Le chaton heureux, qui lui vaut un tel succès commercial que Bellei reproduit aussitôt plusieurs versions de la même intrigue.
Gaetano Bellei s'essaye également à l'Art nouveau, par exemple, dans le tableau "Sous la pluie", où la technique parfaite de représentation de la pluie et des vêtements des modèles attire l'attention, et de la manière du pointillisme, par exemple, dans la toile "Port de Livourne ".

### Portrait et peinture sacrée
Gaetano Bellei réalise de nombreuses œuvres religieuses, dont un retable avec le Rédempteur pour la paroisse de Zocca et le bienheureux Cottolengo pour la chapelle de Rangoni à Bomporto. En 1914, il décore et peint la chapelle principale de l'église de Santa Maria di Munano, puis compose "Sainte Madeleine" pour l'église de San Domenico à Modène. Par la suite, il se consacre entièrement à la peinture d'autel, travaillant dans toute la province de Modène.
La période de passion de Gaetano Bellei pour le portrait marque un retour au divisionnisme. L'artiste est engagé pour réaliser un certain nombre de portraits officiels; il peint également des œuvres plus personnelles, comme les portraits des époux Palazzi, Ferruccio Cambi, ou l'Autoportrait.

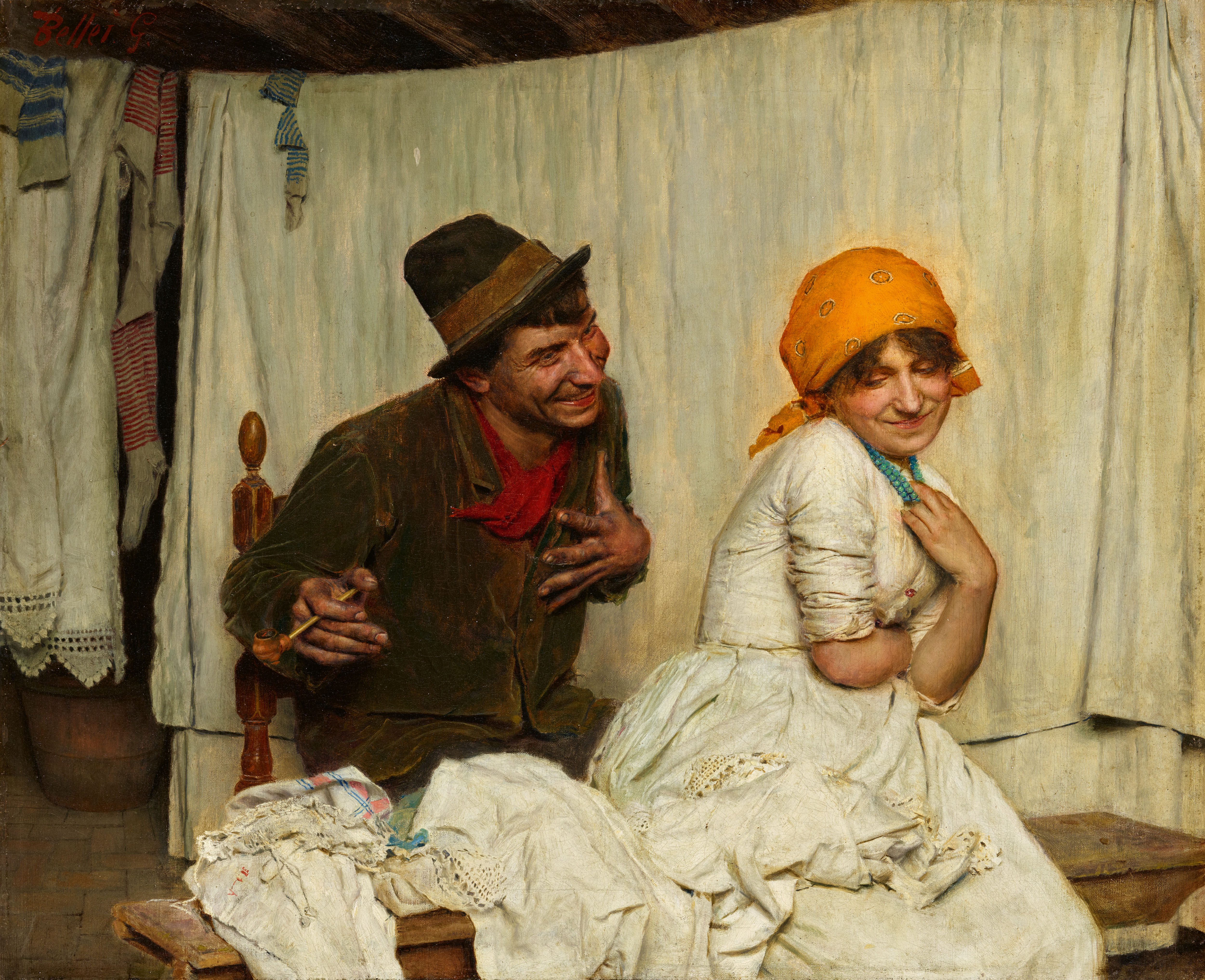
L'avance.
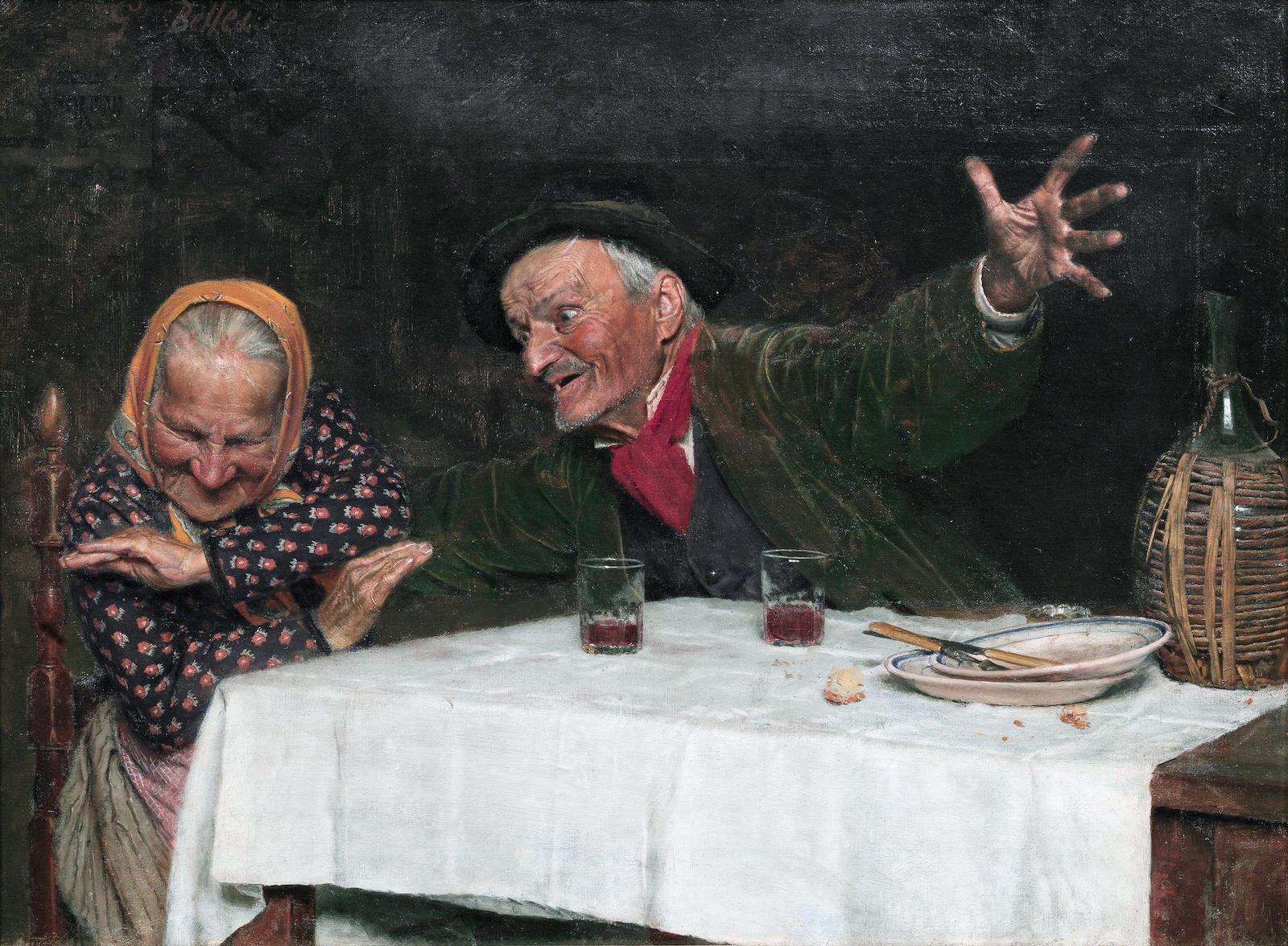
Le Joker.
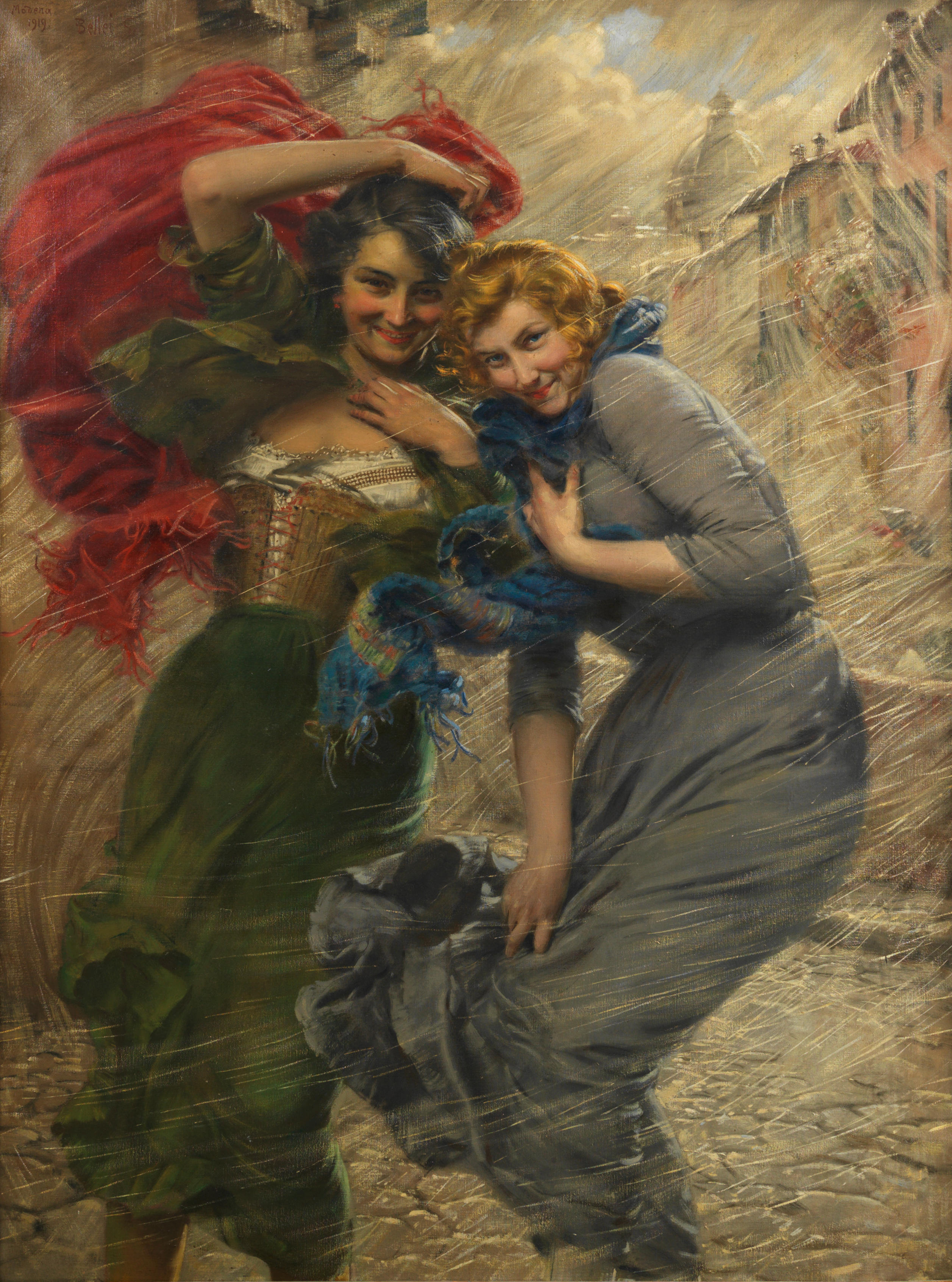
Jour de pluie, 1919.
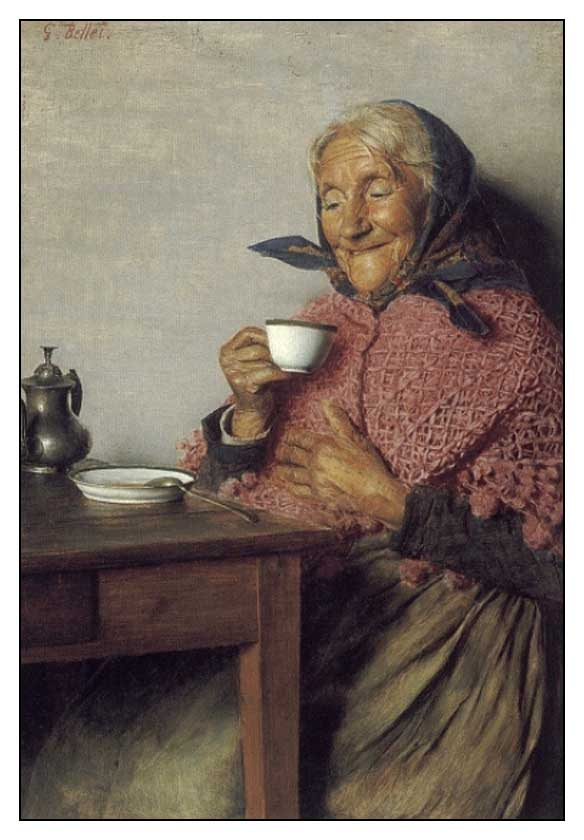
Una buona birra.